# 西野映一
西野 映一（にしの えいいち）は、日本の漫画家。
主に成人向け漫画を描いている。
以前は夜魔介名義を用いていた。

## 作品

### 夜魔介名義
- トゥインクルトゥインクルリトルリトル（全1巻）
三和出版、2001年11月。
- トゥインクルスマイル（全1巻）
三和出版、2004年5月31日。

### 西野映一名義
- ひめゆら（全1巻）
マンサンコミックス、2008年3月29日。
- ツンな彼女がデレるまで（全1巻）
マンサンコミックス、2009年2月28日。
- よめはいむ（全1巻）
マンサンコミックス、2010年1月29日。
- ぴんくぐろぅあっぷれい（全1巻、「ツンな彼女がデレるまで」の続編）
マンサンコミックス、2010年10月29日。
- 恋と心とHの関係（全1巻）
マンサンコミックス、2011年8月29日。